# Зуй (деревня)
Зуй — деревня в Ангарском городском округе Иркутской области России.

## География
Находится примерно в 15 км к юго-востоку от Ангарска.

## Топонимика
В отличие от схожих топонимов, название Зуй вряд-ли имеет бурятские корни. Наиболее вероятно, что этот топоним происходит от фамилии Зуев или прозвища Зуй.

## История
Входила в состав городского поселения Мегетское муниципальное образование Ангарского муниципального района. Законом Иркутской области от 10 декабря 2014 года № 149-ОЗ, с 1 января 2015 года все муниципальные образования ныне упразднённого Ангарского муниципального района, в том числе и Мегетское муниципальное образование, объединены в Ангарский городской округ.

## Население
| 2002 | 2010 | 2011 | 2012 |
| ---- | ---- | ---- | ---- |
| 227  | ↗309 | ↘308 | ↗318 |

По данным Всероссийских переписей населения, в 2002 году проживало 227 человек (96 мужчин и 131 женщина), а в 2010 году в деревне проживало 309 человек (162 мужчины и 147 женщин).